# Manuel Serifo Nhamadjo
Manuel Serifo Nhamadjo (25. března 1958 – 17. března 2020) byl politik, předseda Národního lidového shromáždění a prozatímní prezident Guineje-Bissau.

## Kariéra
Narodil se 25. března 1958 v Bissau.
Byl dlouholetý politikem a necelý půlrok strávil jako předseda Národního lidového shromáždění Guineje-Bissau.
Po vojenském převratu v zemi strávil dva roky jako prozatímní prezident státu. Jeho cílem bylo udržet demokratické hodnoty v zemi.
Zemřel 17. března 2020 v portugalském Lisabonu. Osm dní před svými 62. narozeninami.